# Chaka av Bulgarien
Chaka av Bulgarien, död 1300, var Bulgariens regent från 1299 till 1300. Det råder dock inte enighet om huruvida han bör betraktas som en legitim regent eller helt enkelt bara härskare därför att han ockuperade landet under denna period. 